# Ellen MacArthur
Ellen MacArthur (8 de juliol de 1976) és una navegant anglesa. Especialista en rutes de llarga distància en solitari, el 7 de febrer de 2005 va batre el rècord de la circumnavegació en solitari més ràpida, amb 71 dies, fet que li va donar fama mundial. El rècord, que havia estat anteriorment en possessió de Francis Joyon, va ser recuperat per ell mateix l'any 2008. Després de la seva retirada de la navegació professional el setembre de 2010, va llançar la Fundació Ellen MacArthur, una ONG que treballa amb empreses i centres educatius per promoure un desenvolupament sostenible i accelerar una transició cap al que ella anomena una economia circular.

## Primers anys de vida
MacArthur va néixer a Derbyshire, on va viure amb els seus pares, que eren tots dos professors, i els seus dos germans. Va adquirir el seu interès per navegar a vela en primer lloc pel desig d'imitar la seva ídol en aquell moment, Sophie Burke, i en segon lloc per haver llegit la sèrie de llibres de Swallows and Amazons d'Arthur Ransome. Després s'ha convertit en la patrona del Nancy Blackett, el iot de Ransome.
La seva primera experiència a navegar va ser en un vaixell propietat de la seva tia Thea MacArthur a la costa est d'Anglaterra. Va estalviar per comprar el seu primer vaixell, de vuit peus, que va anomenar Threp'ny Bit.
MacArthur va assistir a escoles infantils i juvenils del districte de Wirksworth i a l'escola Anthony Gell i també va treballar en una escola de vela a Hull. Quan tenia 17 anys, MacArthur va comprar un “Corribee” i el va anomenar Iduna. Al 1995 ja va navegar amb l'Iduna en una circumnavegació de la Gran Bretanya.

## Carrera com a navegant
El 1997 va participar i acabar 17a a la cursa transatlàntica en solitari de Mini Transat des de Brest, essent l'única dona i la competidora més jove implicada en aquesta travessia de l'Atlàntic.
MacArthur va adquirir renom el 2001 quan va ocupar el segon lloc a la cursa de vela del món de la Vendée Globe a bord del Kingfisher, i posteriorment MacArthur va ser nomenada membre de l'Ordre de l'Imperi Britànic (MBE) per serveis a l'esport. Als seus 24 anys, va ser la competidora més jove a completar el viatge. El 23 de novembre de 2002 va guanyar la Ruta del Rom en monobuc amb el Kingfisher.
El seu intent de batre el rècord de la volta al món en solitari sense escales començà el 28 de novembre de 2004 amb un multibuc de 75 peus (23 metres d'eslora), el trimarà B & Q / Castorama. Durant la seva circumnavegació, va establir rècords parcials i va creuar la línia de meta prop de la costa francesa a Ushant a les 22:29 UTC del 7 de febrer de 2005, batent el rècord amb un temps de 71 dies, 14 hores, 18 minuts 33 segons i una velocitat mitjana de 15,9 nusos (29,4 km / h).
El 2003 havia fundat l'Ellen MacArthur Cancer Trust, amb l'objectiu de navegar per a nens malalts. I el 31 d'agost de 2010, a l'edat de 34 anys, Ellen MacArthur va anunciar que posava fi a la seva carrera esportiva, per dedicar-se plenament a la seva fundació.

## Reconeixements
L'Asteroid 20043 Ellenmacarthur porta el seu nom.